# 1695
1695 (MDCXCV) a fost un an obișnuit al calendarului gregorian, care a început într-o zi de joi.

## Evenimente
- 31 decembrie: În Anglia regelui William al III-lea se introduce impozitul pe ferestre, pe care populația învață repede cum să-l ocolească: pur și simplu se zidesc ferestrele cu cărămizi. De precizat că fiscul ia în calcul pentru plată numai geamurile dinspre stradă. Proprietarii se vor adapta situației, folosind la maximum curțile interioare și grădinile. Taxa pe ochiul de geam a fost abrogată în 1851.

## Nașteri
- 6 februarie: Nicolaus II Bernoulli, matematician elvețian (d. 1726)
- 23 iunie: Louise Anne de Bourbon, Contesă de Charolais (d. 1758)
- 20 august: Marie Louise Élisabeth de Orléans, Ducesă de Berry (d. 1719)
- 3 septembrie: Pietro Locatelli (Pietro Antonio Locatelli), compozitor și violonist italian (d. 1764)
- 10 noiembrie: Louis Armand al II-lea, Prinț de Conti (d. 1727)
- Grigore al II-lea Ghica, domn al Moldovei (1726-1748, cu intermitențe) și Țării Românești (1733-1752, cu intermitențe), (d. 1752)

## Decese
- 6 ianuarie: Christian Albert de Holstein-Gottorp, 53 ani (n. 1641)
- 13 aprilie: Jean de La Fontaine, 73 ani, poet francez (n. 1621)
- 17 aprilie: Juana Inés de la Cruz (n. Juana Inés de Asbaje y Ramírez de Santillana), 43 ani, călugăriță, femeie de știință autodidactă și poetă mexicană (n. 1648)
- 8 iulie: Christiaan Huygens, 66 ani, matematician, astronom și fizician neerlandez (n. 1629)
- 21 noiembrie: Henry Purcell, 36 ani, compozitor englez de muzică barocă (n. 1659)